# NGC 7436
NGC 7436 је елиптична галаксија у сазвежђу Пегаз која се налази на NGC листи објеката дубоког неба.
Деклинација објекта је + 26° 8' 59" а ректасцензија 22h 57m 56,2s. Привидна величина (магнитуда) објекта NGC 7436 износи 12,9 а фотографска магнитуда 13,9. NGC 7436 је још познат и под ознакама NGC 7436A, UGC 12269, MCG 4-54-6, VV 84, KAZ 316, NPM1G +25.0526, CGCG 475-8, PGC 70124.